# Nurri
Nurri è un comune italiano di 2 001 abitanti della città metropolitana di Cagliari, situato nella subregione del Sarcidano.

## Storia
L'area fu abitata già in epoca prenuragica, nuragica, punica e romana, per la presenza nel territorio di numerose Domus de Janas e di diversi nuraghi. Accanto al paese si trovava la città punico-romana di Biora, distrutta dai Goti , di cui rimangono alcuni resti, come alcuni ruderi, mosaici e tombe. Il paese attuale fu fondato probabilmente dai profughi di Biora intorno al 550 d.C..
Nel Medioevo il paese appartenne al Giudicato di Cagliari e fece parte della curatoria di Siurgus. Alla caduta del giudicato (1258) passò sotto il dominio pisano e dal 1324 sotto quello aragonese. Gli Aragonesi nel 1604 incorporarono il paese nel ducato di Mandas, feudo dei Maza. In epoca sabauda la signoria passò ai Tellez-Giron d'Alcantara, ai quali fu riscattato nel 1839 con la soppressione del sistema feudale.
Ai sensi della Legge Regionale n. 9 del 12 luglio 2001, che ha previsto l'istituzione delle nuove province sarde, il comune di Nurri, che era in provincia di Nuoro, avrebbe dovuto essere aggregato alla neonata provincia del Medio Campidano; con successiva Legge Regionale n. 10 del 13 ottobre 2003 si stabilì invece che passasse a quella di Cagliari, di cui fece parte fino alla successiva riforma del 2016.

### Simboli
Lo stemma e il gonfalone del comune di Nurri sono stati concessi con decreto del presidente della Repubblica del 16 aprile 2002.
 Lo stemma si blasona:
Il gonfalone è un drappo partito di bianco e di rosso.

## Monumenti e luoghi d'interesse

### Architetture religiose
Tra i luoghi di interesse presenti nel territorio di Nurri si segnalano:
- la chiesa parrocchiale di San Michele;
- la chiesa di Santa Rosa da Viterbo;
- la chiesa campestre di Sant'Antonio da Padova.
- la chiesa campestre di San Pietro
- la chiesa campestre di San Giovanni Battista
- la chiesa campestre di San Luigi Gonzaga

## Società

### Evoluzione demografica
Abitanti censiti

### Lingue e dialetti
La variante di sardo parlata a Nurri è il campidanese occidentale.

## Infrastrutture e trasporti

### Ferrovie
Il territorio comunale è attraversato dalla ferrovia Mandas-Arbatax dell'ARST, attiva dal 1997 per soli impieghi turistici. Per questa serie di relazioni è in uso la stazione di Nurri, posta a nord del borgo, che viene collegata agli altri centri lungo la ferrovia su base quasi giornaliera d'estate e a calendario nei mesi immediatamente precedenti e successivi. Nel comune era inoltre attiva la fermata di Strintaxolu, in disuso dopo la chiusura della ferrovia al traffico ordinario.

## Amministrazione
| Periodo         | Periodo         | Primo cittadino  | Partito                                             | Carica  | Note |
| --------------- | --------------- | ---------------- | --------------------------------------------------- | ------- | ---- |
| 30 maggio 2010  | 31 maggio 2015  | Antonello Atzeni | Lista civica "Progetto Nurri rinascita e progresso" | Sindaco |      |
| 31 maggio 2015  | 26 ottobre 2020 | Antonello Atzeni | Lista civica "Progetto Nurri"                       | Sindaco |      |
| 26 ottobre 2020 | in carica       | Antonello Atzeni | Lista civica "Progetto Nurri rinascita e progresso" | Sindaco |      |